# Campania din Insulele Amiralității
Campania din Insulele Amiralității (Operation Brewer) a fost o serie de bătălii din campania din Noua Guinee a celui de al Doilea Război Mondial în care Divizia I Cavalerie a armatei Statelor Unite a ocupat Insulele Amiralității, deținute de japonezi.
Pe baza raporturilor avioanelor de recunoaștere în care se arăta că nu există semne de activitate inamică și că insulele par a fi fost evacuate, generalul Douglas MacArthur a accelerat planurile de capturare a insulelor și a ordonat alte operațiuni de recunoaștere. Campania a demarat la 29 februarie 1944 cu debarcarea de pe Insula Los Negros, a treia insulă ca suprafață din arhipelag. Utilizând o plajă mică și izolată în care japonezii nu se așteptau la niciun atac, forța aliată a avut de partea sa elementul surpriză, dar insulele s-au dovedit a fi totuși ocupate, ceea ce a dus o bătălie furibundă pentru controlul acestora.
În final, superioritatea aeriană și maritimă au permis Aliaților să-și întărească poziția pe Los Negros. Divizia I Cavalerie a reușit să cucerească apoi toate insulele. Campania s-a încheiat oficial la 18 mai 1944. Victoria aliată a dus la izolarea totală a marii baze japoneze de la Rabaul⁠(d), obiectivul final al campaniilor Aliaților din 1942 și 1943. În Insulele Amiralității s-a construit apoi o bază navală și aeriană majoră, punct important de lansare a campaniilor din Pacific din 1944.

## Context

### Geografie

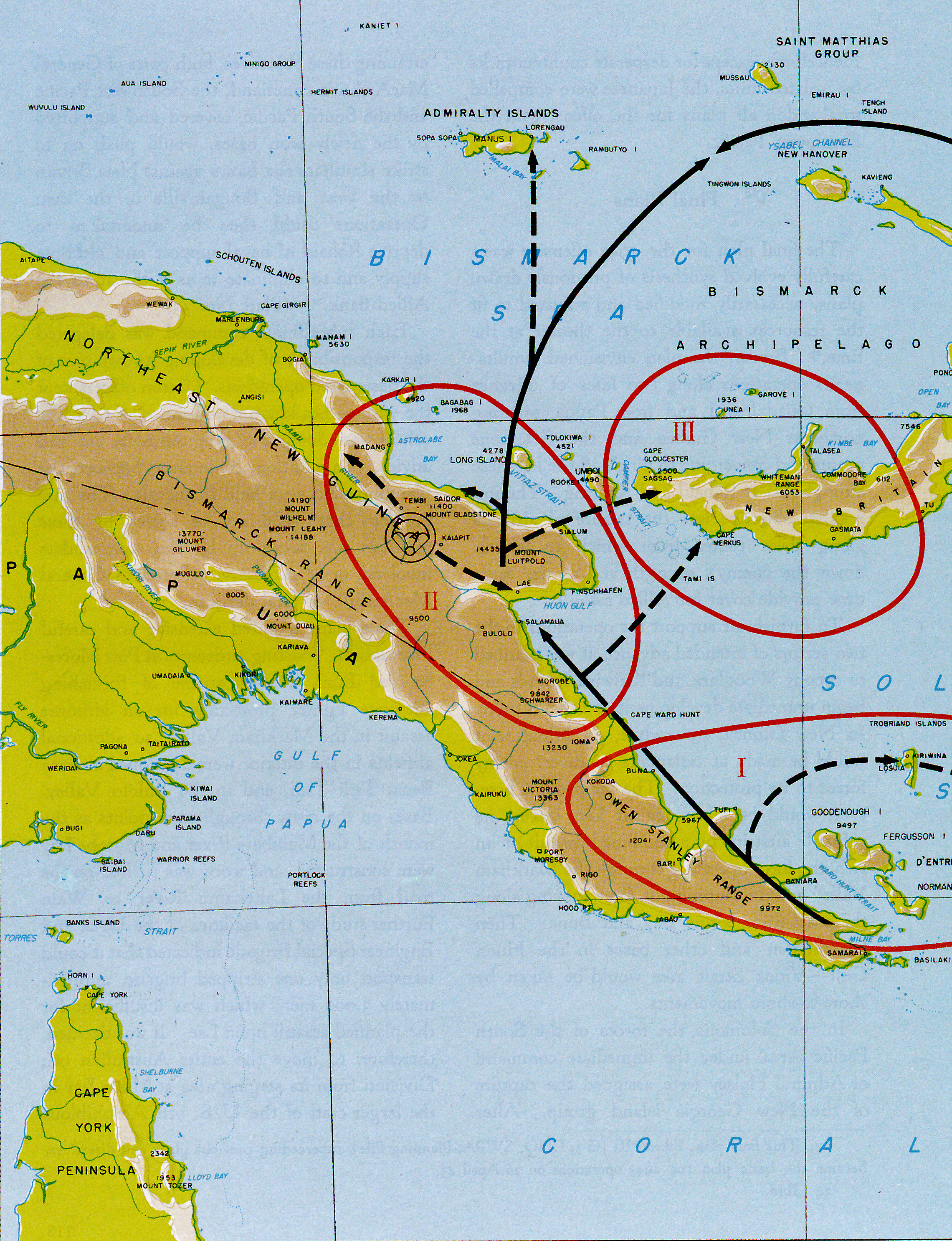
Planul Elkton III, martie 1943. Insulele Amiralității sunt în centru, spre partea superioară a hărții.

Insulele Amiralității se află la 320 km nord-est de insula Noua Guinee și la 580 km vest de Rabaul, la doar două grade de latitudine sud de ecuator. Clima este tropical-umedă, cu temperaturi ridicate constante și umiditate mare, cantitatea anuală de precipitații fiind de 3.900 mm. Furtunile sunt frecvente. Între decembrie și mai este sezonul musonic de nord-vest, cu vânturi predominante din acea direcție.
Cea mai mare insulă din grup este Insula Manus, cu o lungime de 79 km de la est la vest și o lățime de 26 km de la nord la sud. Interiorul este muntos, cu vârfuri de până la 910 m altitudine, acoperit cu păduri tropicale dese. Coasta, puțin cartografiată, are numeroase recife iar linia țărmului constă din mlaștini cu mangrove. Los Negros este separată de Manus prin îngusta strâmtoare Loniu. Insula conține două limane, Papitai pe coasta de vest, legat de limanul Seeadler, și Hyane pe coasta estică. Cele două sunt despărțite de o limbă de pământ nisipos de 46 m lățime. Aici, localnicii construiseră o rampă de bușteni pentru transportul de canoe de la un liman la altul. Los Negros are formă de potcoavă, formând un dig natural pentru limanul Seeadler, din care restul este încadrat de insula Manus și de o serie de insule mai mici. Principala intrare era printr-o strâmtoare de 2,4 km lățime printre insulele Hauwei și Ndrilo. Limanul Seeadler avea o lățime de 32 km de la est la vest și 9,7 km de la nord la sud, cu o adâncime de până la 37 m.

### Planurile Aliaților

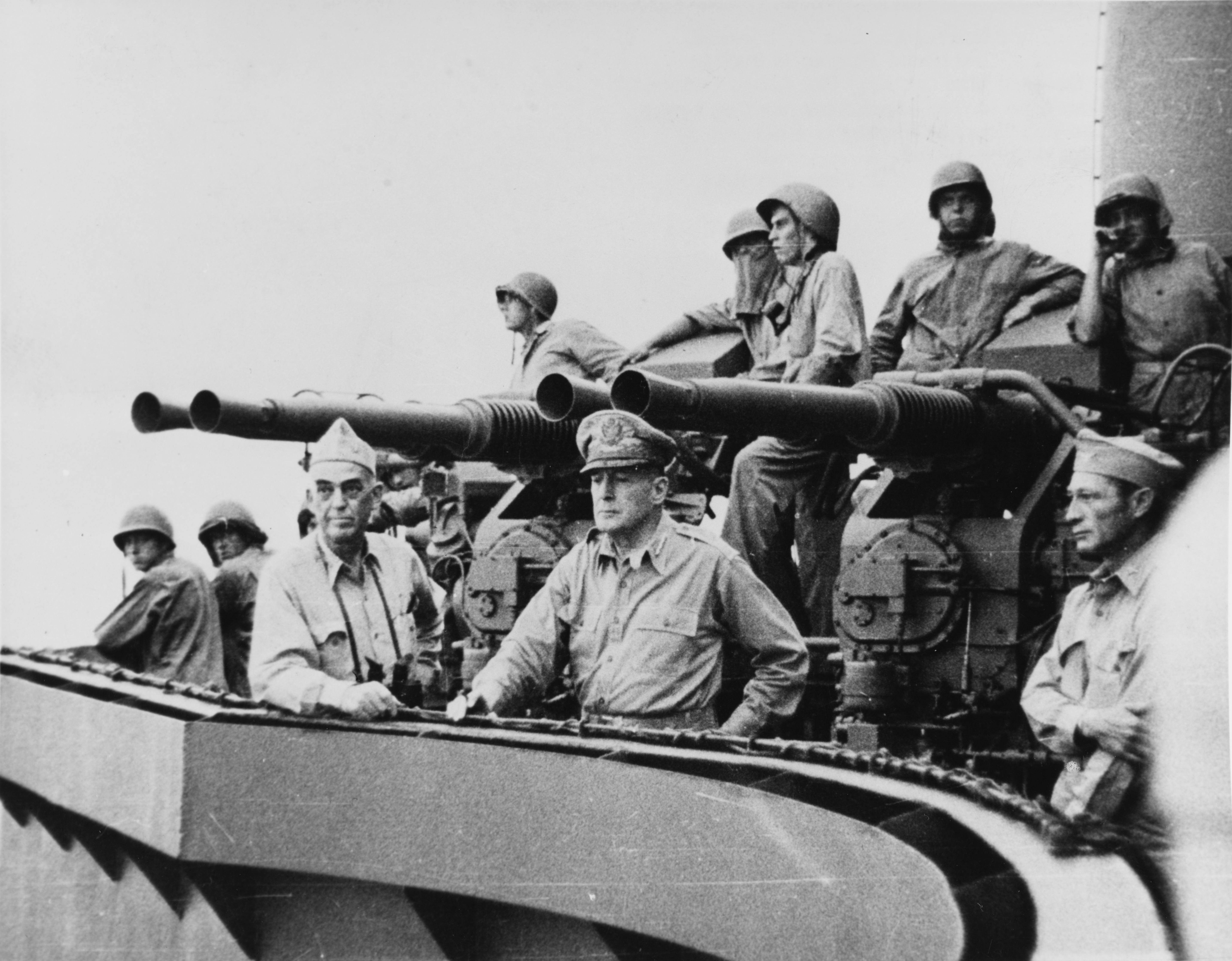
Viceamiralul Thomas C. Kinkaid (centru, stânga) cu generalul Douglas MacArthur (centru) pe puntea vasului-amiral în timpul bombardamentelor din Insula Los Negros dinaintea invaziei.

În iulie 1942, Joint Chiefs of Staff⁠(d) a aprobat o serie de operațiuni împotriva fortificațiilor japoneze de la Rabaul, care blocau orice avans al Aliaților de-a lungul coastei nordice a Noii Guinee înspre Filipine sau spre nord către principala bază navală japoneză de la Truk⁠(d). În acord cu strategia de ansamblu a Aliaților care dădea prioritate Europei, scopul imediat al acestor operațiuni nu era înfrângerea Japoniei, ci doar reducerea amenințării vaselor și avioanelor japoneze de la Rabaul asupra comunicațiilor maritime și aeriene dintre Statele Unite și Australia. Prin acordul țărilor aliate, în martie 1942 teatrul de operațiuni Pacific a fost împărțit în Zona Pacificul de Sud-Vest, condusă de generalul Douglas MacArthur, și Zonele Oceanului Pacific condusă de amiralul Chester W. Nimitz. Rabaul intra în zona lui MacArthur, dar primele operațiuni din sudul arhipelagului Solomon au fost coordonate de Nimitz. Reacția japonezilor a fost mai violentă decât se anticipase și au trecut câteva luni înainte de a duce la bun sfârșit Campania Guadalcanal. Între timp, forțele generalului MacArthur's forces—în principal australiene—au respins o serie de ofensive japoneze în Papua în cadrul campaniei Kokoda, bătăliei din golful Milne, bătăliei de la Buna-Goda și al bătăliei de la Wau.
La Conferința Militară a Pacificului din martie 1943, Joint Chiefs of Staff au aprobat ultima versiune a planului Elkton al generalului MacArthur pentru avansarea înspre Rabaul. Din cauza unei lipse de resurse, mai ales de bombardiere grele, ultima etapă a planului, capturarea Rabaulului, a fost amânată până în 1944. Până în iulie 1943, comandamentul lua în calcul posibilitatea neutralizării și ocolirii Rabaulului, dar marina tot ar fi avut nevoie de un avanpost. Insulele Admiralității, deja parte din planul Elkton, puteau servi acestui scop, întrucât conțineau zone plane pentru piste de avioane, spațiu pentru instalații militare și limanul Seeadler, suficient de mare pentru a găzdui o forță navală. La 6 august 1943, Joint Chiefs of Staff a adoptat un plan care cerea neutralizarea în locul capturării Rabaulului și a planificat invadarea Insulelor Amiralității pentru 1 iunie 1944.
De-a lungul lunii ianuarie 1944, avioane AirSols⁠(d) din Insulele Solomon și avioanele australiene din Kiriwina⁠(d) au întreținut o ofensivă susținută împotriva Rabaulului. Sub presiune constantă, apărarea japoneză a început să slăbească, permițând o debarcare la 15 februarie în Insulele Green, aflate la doar 160 km de Rabaul. În 16 și 17 februarie, Task Force 58⁠(d) din flota americană din Pacific a atacat principala bază japoneză de la Truk. Majoritatea avioanelor japoneze au fost chemate să apere Trukul și la 19 februarie a avut loc ultima interceptare semnificativă a unei aeronave Aliate deasupra Rabaulului. Între timp, pe 13 februarie, generalul MacArthur a emis ordinele de invadare a Insulelor Amiralității, cu numele de cod Operation Brewer, planificată acum pentru 1 aprilie. Printre forțele asignate se număra Divizia 1 Cavalerie; No. 73 Wing RAAF, care aduceau suport aerian; Regimentul 592 de Geniu (Vase și Țărm); Batalionul 1 Amfibii al Pușcașilor Marini și Batalioanele de Construcții al Marinei („Seabees”) pentru construirea bazei navale—un total de 45.000 de oameni. La 23 februarie 1944, însă, trei bombardiere B-25 Mitchell au efectuat zboruri de joasă altitudine peste Los Negros. Piloții au raportat că nu există semne de activitate a inamicului și că insulele par a fi fost evacuate. Generalul George Kenney⁠(d), comandantul Forțelor Aeriene Aliate din Zona Pacificul de Sud-Vest, a mers la MacArthur cu propunerea ca insulele neocupate să fie rapid preluate de o forță redusă. Kenney relata: „Generalul a ascultat o vreme, s-a plimbat de colo-colo în timp ce vorbeam, a dat din cap din când în când și apoi s-a oprit deodată și a spus: «Asta va pune dopul la sticlă.»”
La 24 februarie 1944 s-au dat ordinele ca o escadrilă întărită a Diviziei 1 Cavalerie să efectueze o misiune de recunoaștere în forță în decurs de cinci zile. Dacă Insulele Amiralității fuseseră într-adevăr evacuate, ele aveau să fie ocupate și avea să se construiască o bază militară. Dacă inamicul ar fi fost neașteptat de puternic, atunci forța avea să fie retrasă. Generalul MacArthur și viceamiralul Thomas C. Kinkaid, comandantul Forțelor Navale Aliate din Zona Pacificul de Sud-Vest, aveau să fie pregătiți să ia o decizie, dar ei au delegat comanda contraamiralului William Fechteler⁠(d), comandantul Grupului 8 Amfibii din cadrul Forței VII Amfibii a contraamiralului Daniel E. Barbey⁠(d). Pentru acestea, crucișătorul ușor USS Phoenix⁠(en)[traduceți] a fost trimis pe mare. La acel moment, el se afla la Brisbane, cu peste 300 de membri ai echipajului în permisie. Mașini cu megafoane au transmis cuvântul de cod pentru rechemarea echipajului. Pentru a avea elementul-surpriză de partea lor și pentru a ajunge pe Insulele Amiralității în doar cinci zile, era nevoie de transportoare de mare viteză; Landing Ship Tank⁠(d)-urile (LST) erau prea lente pentru a parcurge această distanță în timp util. Erau disponibile trei APD-uri: USS Brooks⁠(en)[traduceți], Humphreys⁠(en)[traduceți] și Sands⁠(en)[traduceți]. Fiecare putea transporta 170 de oameni. Restul trupelor au fost transportate pe nouă distrugătoare: USS Bush⁠(en)[traduceți], Drayton⁠(en)[traduceți], Flusser⁠(en)[traduceți], Mahan⁠(en)[traduceți], Reid⁠(en)[traduceți], Smith⁠(en)[traduceți], Stevenson⁠(en)[traduceți], Stockton⁠(en)[traduceți] și Welles⁠(en)[traduceți]. Împreună, distrugătoarele și APD-urile au transportat 1.026 de soldați.
Această forță a fost pusă sub comanda generalului de brigadă William C. Chase, comandant al Brigăzii 1, Divizia 1 Cavalerie. Ea conținea cele trei trupe de pușcași și trupa de arme grele din Escadronul 2, Regimentul 5 Cavalerie; un pluton din Bateria B, Batalionul 99 Artilerie Terestră cu două howitzere M116 de 75 mm; Bateria 673 Antiaeriană de Mitraliere (aeropurtată); și 29 de australieni din Australian New Guinea Administrative Unit⁠(d) (ANGAU), care urmau să asiste la colectarea de informații și tratarea cu populația indigenă, dintre care 13.000 de oameni trăiau pe insule. Odată cunoscută decizia de a rămâne, o forță de susținere formată din restul Batalioanelor 5 Cavalerie și 99 Artilerie Terestră, Batalionul 40 Construcții Navale și 2.500 tone de provizii aveau să plece din Finschhafen în șase Landing Ship Tank⁠(d)-uri, fiecare tractând câte un LCM⁠(d) al Companiei E, 592 EBSR. Când un consilier și-a exprimat îngrijorarea privind trimiterea într-o misiune atât de periculoasă a unei unități fără experiență de luptă, generalul MacArthur și-a amintit cum Regimentul 5 Cavalerie a luptat împreună cu soldații tatălui său⁠(d) în campania împotriva lui Geronimo. „Ar lupta atunci”, a zis el, „și vor lupta acum.”
Secțiunea G-2 de informații a general-maiorului Charles A. Willoughby⁠(d) nu a fost de acord cu evaluarea piloților, care au spus că insulele sunt neocupate. Pe baza rapoartelor Ultra⁠(d) și Allied Intelligence Bureau⁠(d) bazate pe interogarea civililor din zonă, a relatat că la 15 februarie că se aflau 3.000 de soldați japonezi în Insulele Amiralității. La 24 februarie, a revizuit estimarea la 4.000. G-2 a atribuit lipsa tirului antiaerian situației logistice a japonezilor, considerând-o o măsură de reducere a consumului de muniție. General-locotenentul Walter Krueger⁠(d), comandantul Armatei a Șasea americane și-a amintit apoi că nimeni de la cartierul său general nu credea că insulele sunt neocupate. În planul inițial, o echipă de Alamo Scouts⁠(d) (unitate specială de recunoaștere a Armatei a Șasea) trebuia să observe insula înainte de debarcare. Krueger a trimis un grup de șase membri ai acestei unități Alamo Scouts pe coasta de sud a Insulei Los Negros sub acoperirea unui bombardament la 27 februarie. Aceștia au raportat că pe coasta de sud este „plin de japonezi”.

### Defensiva japoneză
Apărarea Insulelor Amiralității a intrat în atribuțiile Armatei a Opta japoneză, cu baza la Rabaul și aflată sub comanda generalului Hitoshi Imamura⁠(d). În septembrie 1943, ca rezultat al eșecului în tentativa de a stopa avansul Aliaților în Noua Guinee și în Insulele Solomon, Cartierul General Imperial a hotărât să restrângă perimetrul defensiv al Japoniei din Pacificul central și sudic la o nouă linie ce se întindea de la Marea Banda la Insulele Caroline. Imamura a fost însărcinat cu apărarea porțiunii sale din această linie, care includea și Insulele Amiralității și păstrarea lor cât mai mult timp posibil pentru a permite marinei și armatei japoneze să se pregătească pentru un contraatac decisiv împotriva forțelor Aliate. Păstrarea controlului asupra Insulelor Amiralității era crucială pentru planurile defensive japoneze, întrucât ocuparea lor de Aliați ar fi plasat importanta fortificație japoneză de la Truk în raza bombardierelor grele. Neașteptându-se ca Aliații să acționeze atât de rapid, Cartierul General i-a lăsat lui Imamura timp până la jumătatea lui 1944 să-și termine pregătirile. În acest moment, cea mai mare unitate japoneză din insule era Regimentul 51 Transporturi, care sosise în Los Negros în aprilie.
Imamura a cerut întăriri pentru Insulele Amiralității spre sfârșitul lui 1943 și începutul lui 1944. În octombrie 1943, el a cerut o divizie de infanterie, dar nu era niciuna disponibilă. S-a propus apoi transferarea Regimentului 66 din Palaus, unde era reconstruit după pierderi grele, dar Cartierul General considera că Armata a Optsprezecea avea nevoie mai mare de această unitate. Marina Imperială Japoneză a respins sugestia lui Imamura de a trimite în insule o forță navală specială de debarcare. În ianuarie 1944, s-a acceptat, însă, trimiterea Regimentului 66 pentru a întări capabilitățile defensive în urma debarcărilor Aliaților la Arawe și Saidor la jumătatea lui decembrie, respectiv începutul lui ianuarie. Această mișcare a fost și ea, însă, anulată, după ce o navă ce transporta întăriri pentru regiment a fost scufundată de USS Whale⁠(en)[traduceți] cu pierderi mari de vieți omenești în ziua de 16 a lunii. După acest dezastru, Imamura a cerut Diviziei 38 să trimită un batalion în insule, și 750 de soldați din Batalionul 2, Regimentul 1 Mixt Independent a sosit în noaptea de 24–25 ianuarie. O nouă tentativă de a trimite un batalion de infanterie și unul de artilerie a fost împiedicată de atacurile submarine și aeriene ale Aliaților; totuși, 530 de soldați din Divizia 38, Batalionul 1, Regimentul 229 Infanterie au sosit acolo în noaptea de 2 februarie. Mare parte din aceste mișcări de trupe au fost detectate de serviciile de informații ale Aliaților.
La momentul debarcării Aliaților, forțele armate japoneze din Insulele Amiralității constau din Regimentul 51 Transporturi condus de colonel Yoshio Ezaki, comandantul întregii garnizoane; Batalionul 2, Regimentul 1 Mixt Independent; Batalionul 1, Regimentul 229 Infanterie și unele părți din Forța Navală 14. G-2 identificase pentru aliați prezența tuturor acestor unități în arhipelag, deși nu se cunoștea în toate cazurile cum se numeau ele. Deși Batalionul 1, Regimentul 229 Infanterie era veteran al mai multor campanii, îi lipsea echipamentul și tunurile de artilerie. Batalionul 2, Regimentul 1 Independent Mixt a fost condus de ofițeri de rezervă care luptaseră în China, dar majoritatea soldaților ce le compuneau erau rezerviști care nu mai luptaseră.
Regimentul 51 Transporturi construise un aerodrom pe Lorengau și începuse un altul, denumit aerodromul Momote, pe Plantația Momote de pe Los Negros. Lorengau a fost utilizat ca punct de oprire pentru aeronavele ce circulau între Rabaul și aerodromurile din nord-estul Noii Guinee. Importanța Insulelor Amiralității pentru japonezi a crescut ca rezultat al avansului Aliaților în Noua Guinee și în Noua Britanie, ceea ce le-a blocat celor dintâi celelalte rute aeriene. De la Palau au plecat întăriri în decembrie 1943 dar ele au fost atacate de submarine și obligate să se întoarcă. De la Rabaul au fost trimise două batalioane de infanterie în ianuarie 1943. Deși atacat pe drum de avioane Aliate, acestea au ajuns la destinație. Până în februarie, ambele aerodromuri au rămas neutilizate, iar tunurile antiaeriene nu au deschis focul pentru a economisi muniție și pentru a camufla pozițiile. Ezaki a ordonat oamenilor săi să nu se deplaseze și să nu deschidă focul pe timp de ziuă.

## Bătălia de la Los Negros

### Debarcarea

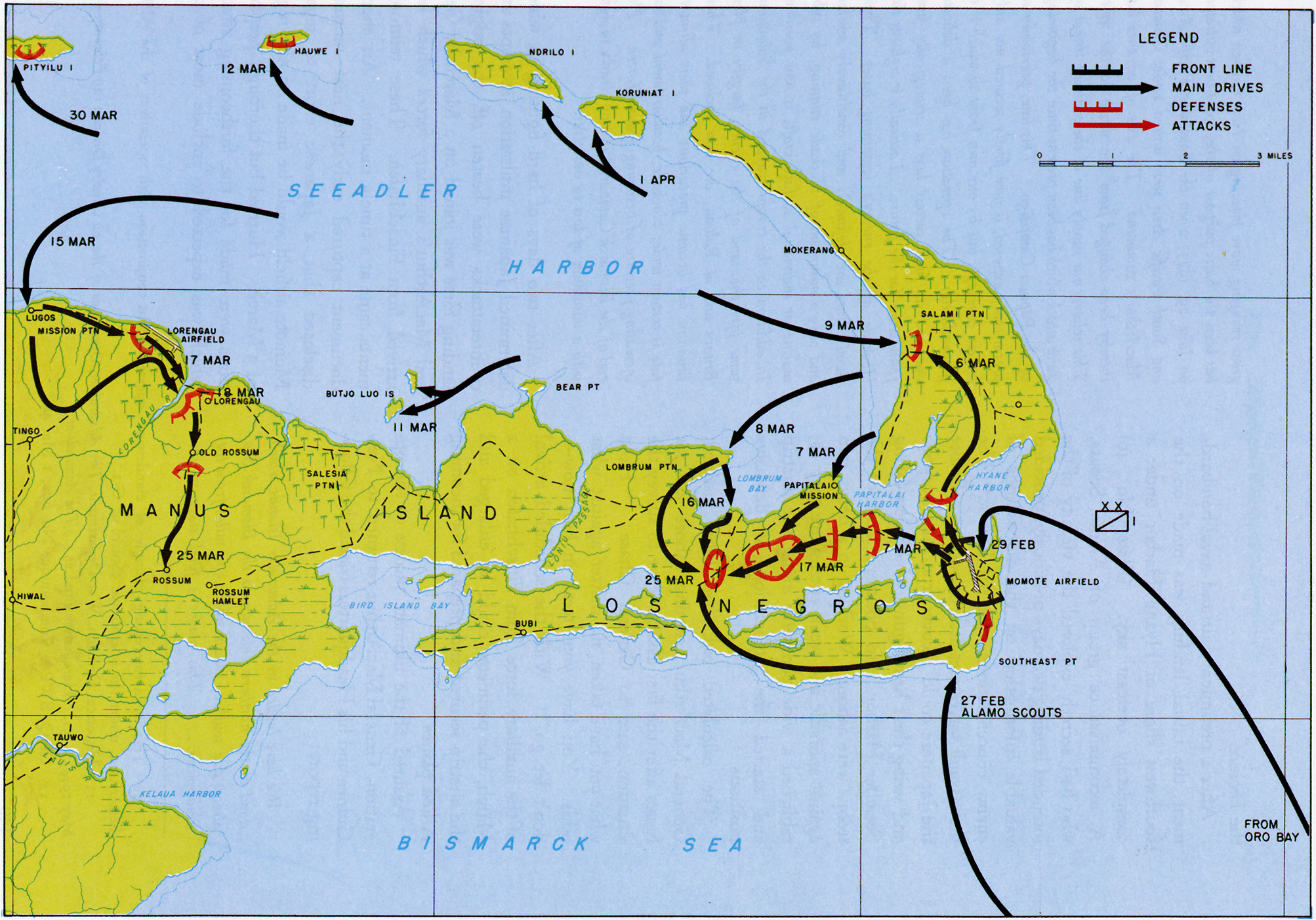
Operaţiuni în Insulele Amiralităţii, 29 februarie – 30 mai 1944

Locul ales pentru debarcare era o mică plajă pe malul sudic al limanului Hyane lângă aerodromul Momote. Aerodromul putea fi cucerit rapid, dar zona din jurul său era o mlaștină cu mangrove, iar intrarea în liman avea doar 700 m lățime. „Cum întreaga operațiune era oricum una riscantă,” observa Samuel Eliot Morison⁠(d), „măcar să fim consecvenți.” Riscul a meritat. Japonezii nu se așteptau la o debarcare în acest loc, iar grosul forțelor lor era concentrat în apărarea plajelor din zona limanului Seeadler, pe cealaltă parte a insulei. Vremea în ziua de 29 februarie 1944 era înnorată, cu un plafon de nori la înălțime mică ce a împiedicat bombardamentul. Doar trei B-24 și nouă B-25 au nimerit ținta. De aceea, bombardamenul naval a fost prelungit cu încă 15 minute. Fiecare APD a coborât patru LCPR (Landing Craft, Personnel, Ramped). Fiecare LCPR era încărcat la capacitatea maximă de 37 de oameni, care au urcat la bord sărind peste marginile APD-urilor și coborând pe plase. LCPR-urile neblindate au fost utilizate și ele deoarece gruiele nu fuseseră consolidate pentru a transporta LCVP⁠(d)-urile (Landing Craft, Vehicle, Personnel) blindate, mai grele.

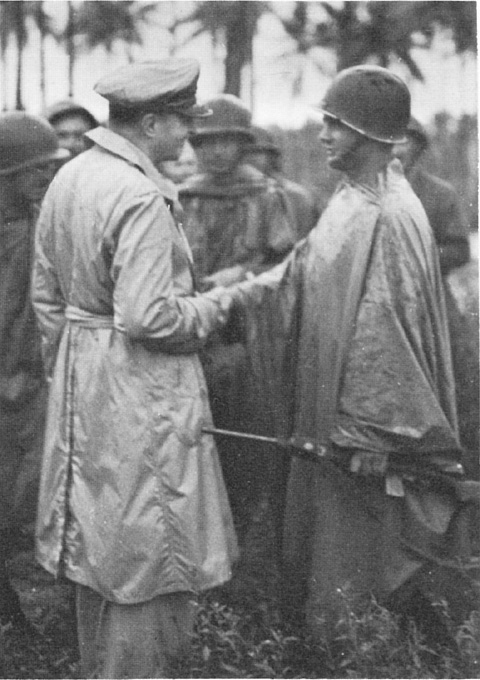
Insulele Amiralităţii, 29 februarie 1944. Generalul Douglas MacArthur decorează primul soldat ajuns pe ţărm, sublocotenent Marvin J. Henshaw, cu Distinguished Service Cross.

Primul val a debarcat fără victime la 08:17, dar după oprirea bombardamentului, japonezii au ieșit din tranșee și au început să tragă cu mitralierele. La întoarcere, vasele de debarcare au intrat sub foc încrucișat din cele două părți ale limanului. Al doilea transport a fost obligat să se întoarcă până când distrugătoarele au împiedicat pe japonezi să mai tragă. Și asupra valurilor al treilea și al patrulea s-a tras. Un corespondent de la Yank, the Army Weekly⁠(d) descrie scena:
„Când ne-am apropiat de canal, marinarii de la prova ne-au strigat să ținem capul jos că altfel ni-l zboară. Ne-am ghemuit și mai mult, înjurând, și am așteptat. A venit cu un plesnet; foc de mitralieră pe deasupra noastră. Vasul nostru ușor de debarcare s-a scuturat la focul de răspuns al tunarilor Marinei dat cu mitralierele de calibrul 0,30 de pe ambele părți ale barjei. După ce ne-am întors spre plajă, spre noi s-a prăvălit ceva mai tare. «Cred că au un tun de-al nostru», a spus un soldat. Era o schijă cât o fisă de jumătate de dolar pe ranița omului din fața mea. În față, se căsca o gaură în mijlocul rampei de debarcare și nu mai era nimeni acolo unde erau patru oameni. Barja noastră s-a dat înapoi spre distrugătorul care ne-a transportat până la Insule. Prin gaura de șase țoli din poarta de lemn intrau stropi albi de apă. William Siebieda, S 1/c⁠(d), din Wheeling, Virginia de Vest, a coborât de la postul său de la babord și și-a lipit șoldul de gaură ca să o astupe. Trăgea cu un tun tommy spre țărm cu viteza dată de soldații răniți care îi dădeau muniție. Apa intra prin jurul său, în jurul picioarelor lui, spălând sângele răniților într-o spumă roz. ”
Patru dintre cele douăsprezece LCPR-uri au fost avariate. Trei au fost reparate rapid, dar nu au mai putut fi riscate, deoarece fără ele nu s-ar mai fi putut evacua forțele de recunoaștere. Planul de urgență conținea intrarea în liman a unui APD și scoaterea soldaților de pe un dig dar aceasta urma să fie o soluție disperată. De-a lungul următoarelor ore, bărcile au continuat să facă drumuri până la plajă, dar numai când se considera că distrugătoarele opriseră focul inamic. Ploaia reducea vizibilitatea și oferea acoperire. Ultimul distrugător a fost descărcat la 12:50. Marina pierduse doi morți și trei răniți.
Pentru moment, era mai sigur la țărm. Cavaleriștii au cucerit aerodromul. Opoziția sporadică le-a permis să instaleze mitralierele antiaeriene pe plajă, să descarce proviziile și să trimită patrule spre interior. Doi soldați au murit și trei au fost răniți. La 16:00, generalul MacArthur și amiralul Kinkaid au venit pe țărm. Generalul a inspectat poziția. Un locotenent l-a avertizat că fusese ucis un lunetist japonez în vecinătate cu doar câteva minute în urmă. Generalul a răspuns: „Ăsta e cel mai bun lucru pe care putem să-l facem cu ei.” El a hotărât să rămână, și i-a ordonat lui Chase să rămână pe poziție până la venirea întăririlor, apoi s-a întors la Phoenix. Forța lui Fechteler a plecat la 17:29, după ce transporturile au fost descărcate și mare parte din bombardiere și-au epuizat muniția. Bush și Stockton au rămas pentru a oferi foc de acoperire în caz de nevoie.

### Luptele pentru capul de pod

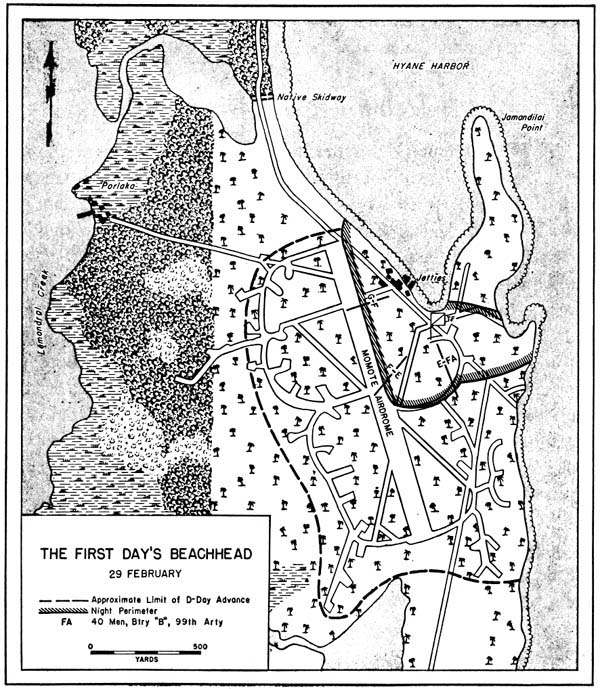
Situaţia pe Los Negros în noaptea de 29 februarie 1944

Chase și-a retras trupele într-un perimetru restrâns. Nu exista sârmă ghimpată, așa că trebuia acoperită întreaga arie. Terenul era format din corali foarte tari, bun pentru construcția de baze aeriene, dar dificil de apărat de infanterie, pentru că nu se puteau săpa tranșee și gropi. Cele douăsprezece mitraliere de calibru 12,7 mm au fost poziționate în prima linie. S-au dus lupte toată noaptea, deoarece grupuri de japonezi au încercat să infiltreze pozițiile. S-a cerut parașutarea de muniții. Vremea, favorabilă pentru scurt timp, a permis parașutarea de provizii la orele 08:30 de către trei B-25 din Grupul de Bombardiere 38 american. Patru B-17 din Grupul de Transport Aerian 375 au parașutat fiecare câte trei tone de provizii, inclusiv plasmă, muniții, grenade de mână și sârmă ghimpată. O parte din muniție a căzut în exteriorul perimetrului, dar cei care au fost trimiși să o recupereze nu au fost atacați.
Nu existau așteptări ca japonezii să mai întreprindă ceva înainte de căderea întunericului, dar, pe la orele 16:00, o patrulă japoneză a fost descoperită când deja aproape reușise să infiltreze perimetrul pe lumina zilei și să ajungă la circa 32 m de postul de comandă al generalului Chase. Un lunetist a tras asupra postului de comandă, și focul s-a îndreptat asupra patrulei. Maiorul Julio Chiaramonte⁠(d), S-2⁠(d) (ofițer de informații) al grupării, a plecat împreună cu patru oameni să-l elimine pe lunetist. Când formațiunea sa s-a apropiat, au avut loc o serie de explozii. Trei japonezi se sinuciseseră cu grenade de mână, iar altul făcuse seppuku cu sabia. Au fost numărați cincisprezece ofițeri și sergenți, între care căpitanul Baba, comandantul batalionului japonez care efectuase atacul din noaptea precedentă. Japonezii au lansat un alt atac asupra perimetrului la orele 17:00 dar nu au înaintat aproape deloc din cauza puterii de foc a americanilor.

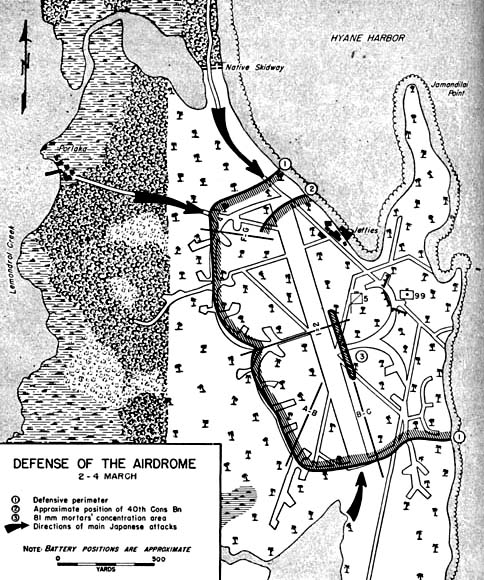
Situaţia pe Los Negros în noaptea de 2 martie 1944.

A doua zi dimineața, a sosit forța de susținere, șase LST-uri, fiecare remorcând un LCM, escortate de distrugătoarele USS Mullany⁠(en)[traduceți] și Ammen⁠(en)[traduceți] și HMAS Warramunga⁠(en)[traduceți] cu deminatoarele USS Hamilton⁠(en)[traduceți] și Long⁠(en)[traduceți]. Ele au intrat în limanul Hyane și au tras la mal, sub tir de mortiere. LST-202, cu un echipaj de la Paza de Coastă a SUA, a răspuns cu tunurile de 76 mm și de 40 mm. LST-urile au fost descărcate în următoarele șapte ore. În cursul operațiunii, s-au strâns muniții, echipament de construcții și provizii. Pentru a acomoda distribuirea corectă a proviziilor, generalul Chase a ordonat un atac cu scopul extinderii perimetrului. S-a cerut un atac aerian. B-25-uri din Grupul de Bombardament 345 american au fost interceptate de circa cincisprezece avioane japoneze de luptă. Ele au fost respins de opt avioane de luptă P-47 Thunderbolt, care au doborât opt avioane japoneze. Două B-17-uri din Escadrila de Portavioane 69 americană aflate într-o acțiune de transport de provizii au fost și ele atacate, și au declarat că au doborât un avion al atacatorilor. Două din cele patru escadrile de B-25 au bombardat, însă, zone ocupate de americani, ucigând doi soldați și rănind patru înainte ca Grupul de Legătură 12 al Aviației SUA să corecteze greșeala. Ambele escadrile din Regimentul 5 Cavalerie au atacat la orele 15:00. Toate obiectivele au fost cucerite și s-a pregătit un perimetru defensiv nou, mai larg. Batalionul 40 Construcții Navale debarcase și el, așteptându-se să lucreze la aerodromul Momote. Ei au primit, însă, ordine să își utilizeze echipamentul pentru a elibera câmpurile de focul inamic și de a construi fortificații, și au primit o secțiune de perimetru de apărat. S-au săpat șase tranșee cu un  buldozer și zece oameni au fost plasați în fiecare din ele. Cei 270 m de tranșee săpate de ei cu excavatorul au format o linie secundară de apărare. Fortificațiile din mal au fost transformate în posturi pentru mitralierele grele.
Cele două deminatoare urmau să curețe intrarea în limanul Seeadler între insulele Hauwei și Ndrilo, dar focul venit din partea a cel puțin un tun japonez de 102 mm de pe insula Hauwei l-a împiedicat pe acesta să intre în liman. Căpitanul Emile Dechaineux⁠(d), comandantul distrugătoarelor care susțineau forțele de pe uscat, a adus navele Ammen, Bush, Mullany și Warramunga și a bombardat insula. Tunurile japoneze au încetat focul, dar au revenit când s-a făcut o nouă tentativă de a curăța canalul. Dechaineux a oprit atunci atacul, ordonând deminatoarelor să i se alăture. Ele au bombardat pozițiile japoneze de artilerie care acopereau intrarea în limanul Hyane pentru a permite LST-urilor să plece neavariate. Un LST a plecat cu circa 20–30 mașini de provizii nedescărcate. LST-urile nu au dorit să mai rămână după lăsarea întunericului, întrucât era de așteptat un atac japonez. Dechaineux le-a escortat o parte din drum până când a primit ordine din partea amiralului Barbey ca Ammen, Mullany, Warramunga și Welles să rămână în larg de Los Negros. Ammen și Mullany au bombardat insula Hauwei din nou dimineața, dar au fost atacate de tirul precis a 4–5 tunuri, iar Dechaineux a fost obligat să-l informeze pe Barbey că nu a reușit să distrugă tunurile de pe insulă.
Generalul Krueger era îngrijorat în ce privește gravitatea situației de pe Los Negros. Ca răspuns la cererea urgentă din partea generalului Chase, Krueger a aranjat cu amiralul Barbey să deplaseze restul Diviziei 1 Cavalerie. La cererea lui Krueger, escadrila 2 din Regimentul 7 Cavalerie urma să se deplaseze în cele trei amfibii. Alte unități urmau să sosească în zilele de 6 și 9 martie, în loc de 9 și 16 martie. Krueger a realizat că limanul Hyane este prea mic pentru a ține o întreagă divizie, dar că există plaje bune în preajma plantației Salami de pe malul vestic al insulei Los Negros. Pentru a le folosi și pentru a permite o operațiune de la țărm la țărm asupra lui Manus de pe Los Negros, limanul Seeadler trebuia deschis.
Nici din punctul de vedere al japonezilor, bătălia nu mergea bine. Japonezii așteptau o debarcare în limanul Seeadler, acesta fiind obiectivul logic al americanilor, și își concentraseră forțele în jurul aerodromului Lorengau. Apărarea aerodromului Momote și a limanului Hyane era responsabilitatea forței lui Baba, construită în jurul Batalionului 1 condus de căpitanul Baba, din Regimentul 229 Infanterie. Colonelul Ezaki i-a ordonat lui Baba să atace capul de pod, dar o bănuială că limanul Hyane ar fi o diversiune, împreună cu rapoarte false privind activitatea inamicului la Salami l-au făcut să păstreze Batalionul 2 (Iwakami) din Regimentul 1 Infanterie Independent acolo în loc să le trimită pentru a ajuta forța lui Baba. Până în ziua de 2 martie, Ezaki se hotărâse să atace capul de pod Hyane cu întreaga forță. Dificultățile impuse de teren și perturbările venite din partea artileriei americane și a tirului naval au forțat amânarea atacului pentru noaptea de 3 martie.
La orele 21:00, un avion japonez solitar a lansat opt bombe, distrugând legăturile telefonice. Odată plecat, s-au ridicat rachete galbene de semnalizare și infanteria japoneză a lansat un atac, susținut de tirul de mortiere. În larg, distrugătoarele lui Dechaineux au fost și ele atacate de patru bombardiere Betty⁠(d). Escadrila 1 din Regimentul 5 Cavalerie a fost atacată de circa două plutoane întărite, la care a răspuns cu arme automate grele și tir de mortiere. Jungla deasă din acest sector a permis câteva infiltrări, dar forța japoneză nu era suficient de puternică să cucerească poziția. Principalul atac japonez a fost efectuat de Batalionul 2 din Regimentul 1 Mixt, din direcția rampei de bușteni, împreună cu detașamente din zona Porlaka, și a căzut asupra Escadrilei 2, Regimentul 5 Cavalerie. Soldații au observat schimbarea tacticii japoneze. În loc să se infiltreze pe tăcute, ei înaintau în câmp deschis, vorbind și, în unele cazuri, cântând. Înaintarea lor îi ducea direct în minele antipersonal și în zonele pline de capcane, și apoi în câmpul de foc al armelor automate americane, inclusiv al mai multor mitraliere Browning răcite cu apă, dar înaintarea a continuat. Tunurile Batalionului 211 Artilerie de Coastă (AA) și ale Batalionului 99 Artilerie de Câmp au tras toată noaptea, încercând să frâneze atacurile japoneze dinspre Porlaka. La scurt timp după miezul nopții, barjele japoneze au încercat să traverseze limanul Hyane, dar au fost atacate de tunurile antiaeriene și nu au ajuns la pozițiile americane. O poziție cu tunuri Bofors de 40 mm a fost capturată de japonezi, care au fost la rândul lor respinși de Seabees. Ocupând mitralierele automate, tunarii din Regimentul 5 Cavalerie au ucis mulți japonezi până când armele lor a trebuit să fie mutate spre o poziție mai favorabilă. Unul din tunurile Browning care au ținut poziția a fost lăsat în acel loc, ca monument. Sergentul Troy McGill⁠(d) a ocupat o poziție din mal cu grupul lui de opt oameni. Toți au fost răniți sau au murit, cu excepția lui McGill și a unui soldat, căruia el i-a ordonat să meargă la următoarea poziție. McGill a tras cu pușca până s-a blocat, după care a lovit cu ea japonezi până când a fost ucis. El a primit Medalia de Onoare post-mortem.
În zori, atacul japonez a scăzut în intensitate. Peste 750 de japonezi morți au fost numărați în interiorul și în jurul pozițiilor americane. Nu s-au luat prizonieri. Americanii au pierdut 61 de morți și 244 de răniți, inclusiv nouă Seabees morți și 38 răniți. Escadrila 2 din Regimentul 5 Cavalerie și Batalionul 40 Construcții Navale au primit distincția Presidential Unit Citation⁠(d). Generalul Chase a cerut parașutarea de muniții, din care fuseseră consumate cantități mari pe timpul nopții, și a obținut din partea lui Warramunga tir în direcția rampei de bușteni.

### Asigurarea limanului Seeadler

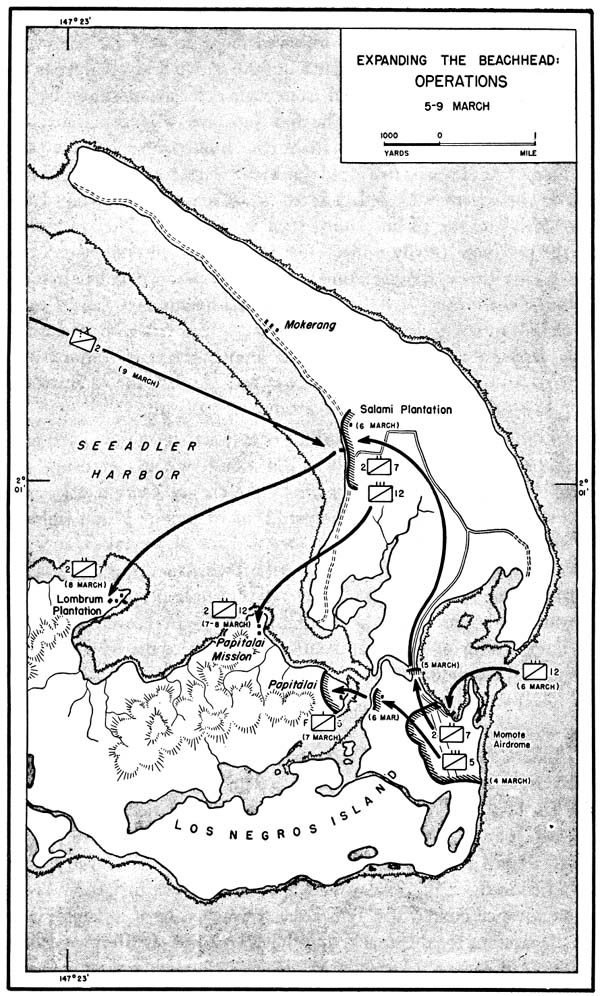
Operaţiunile de pe Los Negros, 5–7 martie 1944

În dimineața zilei de 4 martie a sosit escadrila a 2-a din cadrul Regimentului 7 Cavalerie, care a înlocuit escadrila a 2-a din cadrul Regimentului 5 Cavalerie. A doua zi, general-maior Innis P. Swift⁠(d), comandantul Divizie 1 Cavalerie, a sosit la bordul navei Bush și a preluat comanda. El a ordonat escadrilei 2 din Regimentul 7 să atace peste rampa de bușteni a băștinașilor. Escadrila a 2-a din Regimentul 5 s-a retras în interiorul liniei pentru a o înlocui. În vreme ce rocada era în desfășurare, japonezii au lansat un atac la lumina zilei. Acesta a fost respins de cavaleriști, cu ajutorul artileriei și a tirului de mortiere, dar atacul american a fost amânat până la sfârșitul după-amiezei. Atacul s-a împotmolit într-un teren minat de japonezi și până în zori s-a ajuns abia la rampa de bușteni.
În dimineața de 6 martie, a sosit un alt convoi în limanul Hyane: cinci LST-uri, fiecare tractând câte un LCM, cu Regimentul 12 Cavalerie și alte unități cu echipament, între care cinci Landing Vehicles Tracked⁠(d) (LVT-uri) ale regimentului 592 EBSR, trei tancuri ușoare M3⁠(d) de la Compania 603 Tancuri, și douăsprezece obuziere de 105 mm de la Batalionul 271 Artilerie de Câmp. Regimentul 12 Cavalerie a primit ordine să urmeze escadrila a 2-a din Regimentul 7 Cavalerie în înaintarea sa spre nord, și să captureze Plantația Salami. Drumul spre Salami era doar o potecă mocirloasă în care vehiculele s-au împotmolit în scurt timp. Japonezii au blocat și ei calea cu șanțuri, copaci doborâți, lunetiști și capcane. WO2⁠(d) R. J. Booker de la ANGAU s-a folosit de contactele sale cu băștinașii pentru a obține călăuze pentru Regimentul 12 și pentru cele trei tancuri către Salami. Aici, japonezii au opus o rezistență dârză timp de mai mult de o oră. Tancurile au tras cu mitralii în clădiri și cu proiectile puternic explozibile în fantele buncărelor japoneze.
Localnicii au informat detașamentul ANGAU că japonezii s-au retras peste limanul Seeadler la misiunea Papitalai. Aceasta a devenit, astfel, următorul obiectiv. Regimentul 5 Cavalerie a primit ordin să atace plantația Papitalai dinspre est în vreme ce escadrila a 2-a din Regimentul 12 Cavalerie — să atace misiunea Papitalai. Regimentul 5 a capturat Porlaka fără opoziție și a trecut râul Lemondrol în bărci de cauciuc și de pânză. O patrulă condusă de căpitanul William C. Cornelius a luptat cu circa 50 de japonezi, care s-au retras în cele din urmă. Căpitanul Cornelius, creditat cu uciderea a patru inamici, a fost grav rănit și a murit a doua zi. El a fost decorat post-mortem cu Crucea pentru Serviciu Distins.

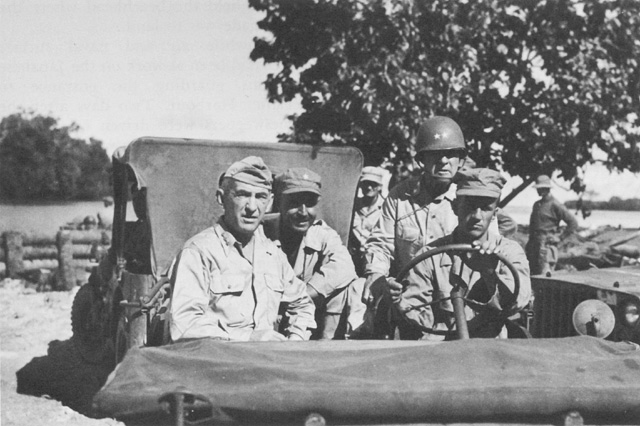
Înalții comandanți americani de la Los Negros: general-locotenent Walter Krueger,
general de brigadă William C. Chase și general-maior Innis P. Swift

Din cauza recifului de corali, vehiculele convenționale de debarcare nu puteau fi utilizate la misiunea Papitalai. Cele cinci LVT-uri, unul de luptă și patru de provizii, au plecat din limanul Hyane către plantația Salami, dar drumul era atât de prost încât doar vehiculul de luptă și unul din cele cu provizii au ajuns la timp. Atacul a continuat, totuși, fiind precedat de un bombardament aerian și unul de artilerie efectuat de Batalionul 271 Artilerie de Câmp. LVT-ul de luptă a tras 24 de rachete M8 de 4,5 țoli. Japonezii au răspuns cu mortiere și mitraliere, precum și cu un obuzier de 75 mm. Primul val a trebuit să reziste singur în fața focului venit de la buncărele japoneze timp de 45 de minute până când LVT-urile au revenit în valul următor. Ulterior, ei au respins un contraatac efectuat de circa 30 de japonezi. Împreună cu un al treilea LVT care ajunsese și el între timp la Salami, LVT-urile au efectuat 16 drumuri peste liman înainte ca întunericul să ducă la oprirea operațiunilor, transportând parte din escadrila a 2-a a Regimentului 12 Cavalerie, împreună cu provizii de hrană, apă și muniție, evacuând pe drumul de întoarcere morții și răniții.
Colonelul Ezaki a raportat că atacul americanilor asupra misiunii Papitalai Armatei a Opta Zonale din Rabaul, promițând un contraatac nocturn asupra pozițiilor acestora; dar acesta nu s-a concretizat. Japonezii s-au retras, iar colonelul Ezaki nu a mai trimis niciun mesaj.
Misiunea de a opri focul armamentului greu japonez care păzea limanul Seeadler a căzut în sarcina contraamiralului Victor Crutchley⁠(d) și a Forței sale 74 (TF74), formată din crucișătorul greu HMAS Shropshire⁠(en)[traduceți], crucișătoarele ușoare USS Phoenix⁠(en)[traduceți] și Nashville⁠(en)[traduceți], și distrugătoarele USS Bache⁠(en)[traduceți], Beale⁠(en)[traduceți], Daly⁠(en)[traduceți] și Hutchins⁠(en)[traduceți]. Acestea au bombardat Insula Hauwei timp de o oră în ziua de 4 martie, dar la 6 martie USS Nicholson⁠(en)[traduceți] a fost lovit de un proiectil japonez tras de pe Hauwei. Cum deminatoarele urmau să încerce să pătrundă din nou în limanul Seeadler la 8 martie, amiralul Kinkaid i-a ordonat lui Crutchley să mai încerce o dată. În după-amiaza de 7 martie, TF74 a bombardat Hauwei, Ndrilo, Koruniat, Pityilu și nordul lui Los Negros. Shropshire a tras cu 64 de proiectile de 203 mm și cu 92 de 102 mm, în vreme ce crucișătoarele și distrugătoarele americane au tras 1.144 proiectile de 127 mm și de 152 mm. A doua zi, două distrugătoare, două deminatoare, un LCM (flak) și șase LCM-uri cu mașini și provizii au intrat în limanul Seeadler fără să se tragă asupra lor. Astfel, s-a eliberat drumul pentru Brigada a 2-a din Divizia 1 Cavalerie, ce urma să debarce la Salmi la 9 martie.

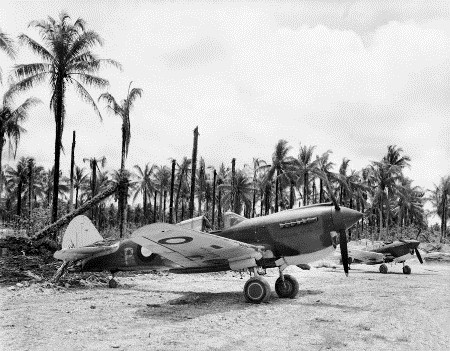
RAAF Kittyhawks pe aerodromul Momote, 8 martie 1944

Până la 7 martie, Seabees deja pregătise aerodromul Momote. Avioane detectoare de artilerie au început să decoleze în misiuni de recunoaștere de pe aerodrom la 6 martie și un B-25 a efectuat acolo o aterizare de urgență a doua zi. Ghidate de un B-25, douăsprezece P-40 Kittyhawks din Escadrila 76 RAAF (australiene) au sosit de la Kiriwina prin Finschhafen la 9 martie, restul de douăsprezece avioane ale escadrilei urmându-le a doua zi. Lor li s-a alăturat echipajul de la sol din cadrul Escadrilei 77 RAAF, care sosise cu LST-ul la 6 martie. Restul Aripii 73 RAAF a sosit pe parcursul următoarelor zile, inclusiv Kittyhawks din Escadrila 77 RAAF și Supermarine Spitfire-urile din Escadrila 79 RAAF. Operațiunile au demarat la 10 martie și din acel moment vasele și unitățile terestre aliate din Insulele Amiralității au beneficiat de suport aerian aflat la câteva minute distanță.
Detașamentul ANGAU a ajuns în satul Mokerang la 9 martie și a găsit cincizeci de locuitori. Detașamentul a constatat cu ușurare că localnicii nu au fost maltratați deliberat de japonezi. În retragere, japonezii le luaseră mâncarea din grădini, lăsând populația civilă să moară de foame, astfel că ANGAU a aranjat ca aceștia să fie aprovizionați de americani.

## Bătălia de pe Insula Manus

### Hauwei
Operațiunile de pe Los Negros ajunseseră acum în faza de finalizare, dar pe insula Manus rămâneau circa 2.700 de soldați japonezi. Generalul Swift a hotărât să debarce brigada a 2-a a generalului Verne D. Mudge la misiunea Lugos, la vest de Lorengau. Lorengau, despre care se știa că este masiv fortificată, era un obiectiv important. Avea un aerodrom și patru drumuri duceau acolo. Pentru început, Trupa 302 Cavalerie Recunoaștere a primit ordin să localizeze poziții de pe care artileria ar putea acoperi debarcări pe Manus. Trei patrule au fost trimise cu LCVP-ul în ziua de 11 martie. Prima a găsit Punctul Ursul de pe Manus fără japonezi, dar și fără locuri unde ar putea fi amplasată artileria. A doua a cercetat insulele Butjo Luo. Insulele au fost găsite aparent neocupate, cu poziții favorabile pe insula de nord. A treia patrulă, 25 de ofițeri și soldați din Trupa 302 Cavalerie Recunoaștere, doi ofițeri din Batalionul 99 Artilerie de Câmp, cu WO2 A. L. Robinson de la ANGAU și cu Kaihu, un băștinaș din Mokerang, drept călăuze, au plecat spre Hauwei într-un LCVP, escortat de PT 329, una dintre vasele PT care operau acum de pe tenderul USS Oyster Bay⁠(en)[traduceți] din limanul Seeadler.
Când patrula a ajuns pe uscat, maiorul Carter S. Vaden a observat un buncăr bine camuflat și a aruncat două grenade în el. Când acestea au explodat, mortierele și mitralierele japoneze camuflate au deschis focul asupra patrulei și asupra vasului ei aflat în apă. PT-ul a fost lovit, comandantul său rănit, și vasul s-a retras. LCVP-ul s-a îndreptat către țărm, de unde a luat cinci oameni, între care și Robinson și Kaihu. LCVP-ul s-a retras și a început ieșirea în larg, dar a observat apoi un alt grup de oameni pe plajă. S-a întors să-i ia, deși comandantul era rănit, și a reușit. În vreme ce se întorcea în larg, a fost lovit de un mortier și a început să ia apă. Între timp, PT-ul avariat raportase evenimentele și un bombardier a fost trimis să investigheze. Zburând jos, i-a observat pe cei din apă, și un alt PT a fost trimis să-i salveze, acoperit de distrugătorul HMAS Arunta⁠(en)[traduceți]. După trei ore în apă, supraviețuitorii LCVP-ului au fost ridicați de PT. Opt americani, între care și maiorul Vaden, fuseseră uciși și cincisprezece răniți, între care întreg echipajul LCVP-ului. Kaihu dispăruse, iar Robinson se gândea cum să dea familiei vestea când Kaihu a venit și el, după ce înotase tocmai până pe Los Negros.
Generalul Swift a amânat debarcarea pe Lugos și a ordonat escadrilei a 2-a din Regimentul 7 Cavalerie să captureze Hauwei. Din nou, Robinson a acționat drept călăuză, în ciuda gravelor arsuri de soare suferite după timpul petrecut în apă cu o zi în urmă. Debarcarea a fost acoperită de distrugătoarele Arunta, Bush, Stockton și Thorn⁠(en)[traduceți]; o pereche de LCVP-uri care trăgeau cu rachete, împreună cu LCM-ul (flak), care au tras 168 de rachete de 114 mm; tunurile Batalionului 61 Artilerie de Câmp de pe Los Negros; și șase Kittyhawks din escadrila 76 care au aruncat bombe de 230 kg. Asaltul a fost efectuat de pe trei LVT-uri de provizii. Pentru a evita uzura, ele au fost tractate peste limanul Seeadler de LCM-uri și eliberate pentru drumul final până la țărm. Cavaleriștii au găsit buncăre bine construite și bie poziționate cu câmpuri de tragere parțial suprapuse care acopereau toate căile de apropiere, și lunetiști foarte preciși. A doua zi dimineața, un LCM a adus un tanc mediu, mișcare la care japonezii nu au avut răspuns, iar cavaleriștii au reușit să-i învingă pe apărători, pierzând opt morți și 46 de răniți; s-au numărat 43 de japonezi morți din personalul marinei. Batalioanele 61 și 271 Artilerie de Câmp au fost mutate la Hauwei, în vreme ce 99 s-a stabilit pe Butjo Luto.

### Lorengau

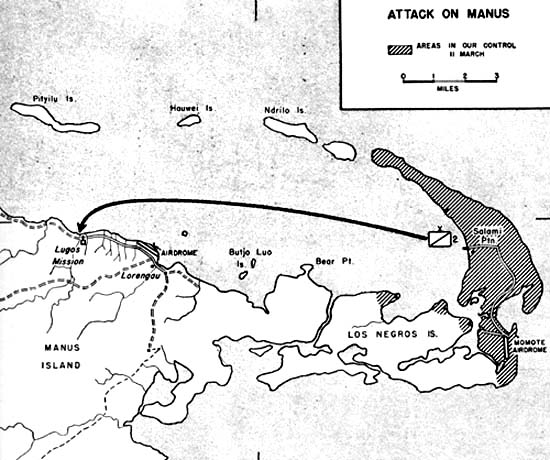
Atacul asupra insulei Manus.

Atacul asupra Manusului a demarat la 15 martie. Înainte de răsărit, două trupe din cadrul Regimenului 8 Cavalerie, șase LVT-uri de provizii și LVT-ul de luptă au fost încărcate la bordul unui LST pentru drumul de 18 km peste limanul Seeadler de la Salami. Plajele de la Lugos, la circa 4 km vest de Lorengau au fost preferate celor de mai aproape de Lorengau, despre care se știa că sunt mai bine apărate. Distrugătoarele Gillespie⁠(d), Hobby⁠(d), Kalk⁠(d) și Reid⁠(d) au bombardat zona cu tunurile lor de 12,7 cm; cele două LCVP-uri cu rachete, LCM-ul (flak) și LVT-ul de luptă au măturat țărmul cu rachete; artileria de pe Hauwei și Butjo Luo a atacat țintele; și 18 B-25-uri din Escadrilele 499 și 500 Bombardment au aruncat 81 de bombe de 227 kg și au distrus zona.
Japonezii nu se așteptaseră la o debarcare la Lugos, iar pozițiile lor au fost depășite rapid. Escadrila 1 din Regimentul 8 Cavalerie a înaintat apoi către est până când a fost oprit de un complex japonez de buncăre de pe marginea aerodromului Lorengau. A fost pus în aplicare un baraj de artilerie, urmat de un atac aerian cu Kittyhawks cu bombe de 227 kg. Cavaleria și-a reluat apoi înaintarea și a ocupat fără opoziție o creastă cu vedere spre aerodrom. Între timp, Regimentul 7 Cavalerie debarcase la Lugos din LST la al doilea drum și a preluat apărarea zonei, eliberând Escadrila 2  din Regimentul 8 Cavalerie care s-a alăturat atacului de la Lorengau. Prima tentativă de capturare a aerodromului a fost ținută în șah de un complex de buncăre. O a doua tentativă efectuată la 17 martie, întărită de Escadrila 1 a Regimentului 7 Cavalerie și de tancuri, a înaintat mai bine. Înaintarea s-a reluat, Lorengau însuși căzând la 18 martie.
Deși se duseseră lupte grele, principala forță japoneză de pe Manus nu fusese încă localizată. Înaintând spre interiorul insulei către Rossum, Regimentul 7 Cavalerie a găsit-o în ziua de 20 martie. A fost nevoie de șase zile de lupte în jurul Rossumului pentru ca Regimentele 7 și 8 Cavalerie să elimine pozițiile japoneze cantonate acolo. Buncărele japoneze, de fapt niște cazemate din bușteni și pământ, s-au dovedit a fi rezistente la focul de artilerie.

### Insulele din larg
După ce japonezii de pe Los Negros au rămas fără hrană și muniții, lupta a devenit din ce în ce mai inegală. O ultimă rezistență opusă de cincizeci de japonezi în dealurile Papitalai la 24 martie a reprezentat sfârșitul rezistenței japoneze organizate pe Los Negros. Chiar și după ce rezistența japoneză a încetat și pe Manus, în mâinile japonezilor au mai rămas câteva insule. Pentru a minimiza pierderile în rândul populației civile, ANGAU evacuase în secret aceste insule înaintea operațiunilor americane. Se credea că Pityilu era ocupată de circa 60 de japonezi. La 30 martie, Escadrila 1 din Regimentul 7 Cavalerie a fost transportată acolo de la cu 10 LCM-uri care tractau șapte LVT-uri. Cu lecțiile Hauweiului învățate, debarcarea a fost acoperită de bombardamentul distrugătoarelor, artileriei, și a două vehicule Landing Craft Support⁠(d), plus un atac aerian cu Kittyhawkuri și Spitfire-uri. Debarcarea nu a întâmpinat opoziție, dar s-au întâlnit apoi poziții japoneze puternice care au putut fi depășite doar cu ajutorul artileriei și tancurilor. Circa 59 de japonezi au murit, față de opt americani morți și șase răniți.
Același tratament a fost aplicat și pe Ndrilo și Koruniat la 1 aprilie, dar Escadrila 1 din Regimentul 12 Cavalerie le-a găsit neocupate. Aceasta a fost singura operațiune amfibie a războiului efectuată în canoe cioplite în bușteni. Ultima debarcare a fost efectuată pe Rambutyo la 3 aprilie de către Escadrila 2 a Regimentului 12 Cavalerie. De această dată, s-au folosit șase LCM-uri și șase LCVP-uri în locul LVT-urilor. Ca urmare, primele valuri au naufragiat într-un recif și soldații a trebuit să meargă prin apă prin resacuri. Din fericire pentru aceștia, nu au întâmpinat opoziție. Japonezii, ascunși în interior, au fost reperați în cele din urmă de ANGAU și 30 de japonezi au fost uciși și cinci luați prizonieri. Patrulele au continuat vânătoarea de japonezi în tot arhipelagul. Din ce în ce mai mult, cavaleria a investigat informațiile furnizate de băștinași. Pe Los Negros, Trupa 302 Cavalerie Recunoaștere a ucis 48 de japonezi și a prins 15 pe parcursul lunii mai. Pe Manus, circa 586 de japonezi morți au fost numărați și au fost luați 47 de prizonieri. Generalul Krueger a declarat oficial campania terminată la 18 mai.

### Perspectivă japoneză
Un jurnal găsit asupra unui soldat japonez mort relatează ultimele sale zile:
„28 martie. Rondul de azi-noapte a fost relativ liniștit, s-au auzit doar ocazional focuri de armă și de mortier. În urma unei discuții între diverși șefi de unitate, s-a hotărât să abandonăm poziția actuală și să ne retragem. S-au făcut pregătiri pentru asta. Se pare, însă, că ele au fost anulate și că vom lupta pentru poziția aceasta. Ah! Este o înfrângere onorabilă și cred că trebuie să fim mândri de felul în care ne-am comportat. Din noi vor mai rămâne doar numele, și asta nu e ceva ce îmi place pe deplin. Da, viețile noastre, ale celor 300 care au rămas, mai au doar câteva zile.

30 martie. Este a opta zi de când am început retragerea. Rătăcim de colo-colo pe drumurile de munte din cauza inamicului. Nu am ajuns încă la destinație dar ne-am epuizat rațiile cu totul. Trupurile noastre sunt din ce în ce mai slabe, iar foamea devine insuportabilă.

31 martie. Deși nu mai avem niciun fel de rații, marșul continuă. Când o să ajungem la Lorengau? Sau va fi unitatea asta anihilată în munți? Pe măsură ce mergem, ne aruncăm unul câte unul armele și echipamentul.

1 aprilie. Ajunși la o colibă de băștinași. Conform unui comunicat, trupele noastre din Lorengau sunt obligate să se retragă. De aici încolo nu avem de ales decât să trăim ca băștinașii.”